# Mason (Tennessee)
Mason város az Amerikai Egyesült Államok Tennessee államában, Tipton megyében. Lakosainak száma 1337 fő (2020. április 1.).

## Népesség
A település népességének változása:

| 2010 | 1 609 |
| 2020 | 1 337 |